# Миток (Јаши)
Миток (рум. Mitoc) насеље је у Румунији у округу Јаши у општини Шипоте. Oпштина се налази на надморској висини од 83 m.

## Становништво
Према подацима из 2002. године у насељу је живело 483 становника, од којих су сви румунске националности.